# Villa Pilz

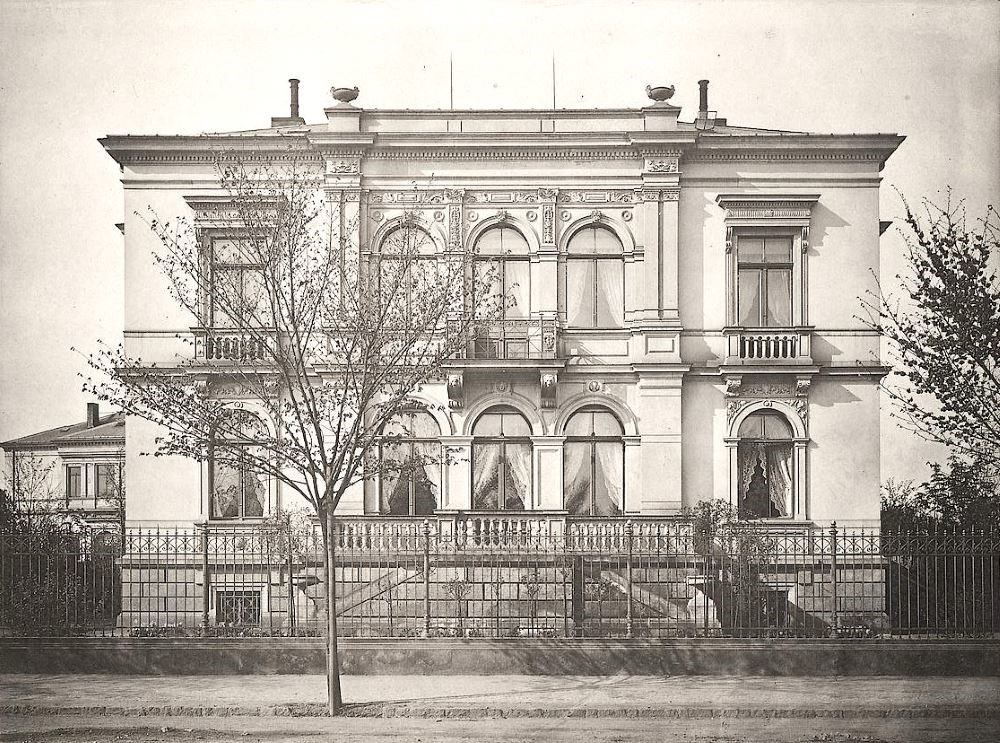
Villa Pilz (Parkstraße 4, 1875)

Die Villa Pilz an der Parkstraße 4 in Dresden wurde 1868 bis 1869 von Bernhard Schreiber für den Kommerzienrat Hauschild erbaut. 1945 zerstört, zitierte der Bau architektonisch die Villa Rosa von Semper, wobei der Aufriss hingegen durch den französischen Landhausbau geprägt wurde.

## Beschreibung
Die Villa war ein zweigeschossiger mit Sandstein gegliederter Putzbau. Sowohl Schau- als auch Seitenfassaden hatten jeweils eine Frontlänge von fünf Fensterachsen, wobei schauseitig ein mittig angebrachter Risalit drei Fensterachsen umfasste. Die im Mittelrisaliten befindlichen Fensterachsen wurden zusätzlich durch eine „Rücklage“ (Lisenenarchitektur) zusammengefasst und betonten dadurch die Vertikale. Der Risalit war besonders gestaltet worden. So war an die Wandfläche desselben eine Pilasterordnung vorgelegt worden, wobei eine Attika den krönenden Abschluss des Risaliten bildete. Eine Terrasse mit Balkon war vor diesem angelegt worden.
Die beiden äußeren Fensterachsen hatten im ersten Obergeschoss rechteckige Fenster mit einem Balkon, während alle anderen Fenster einen Rundbogen als oberen Abschluss aufwiesen.